# Championnat de Tanzanie de football 2013-2014
Navigation
Saison précédente Saison suivante
La saison 2013-2014 du Championnat de Tanzanie de football est la cinquantième édition de la Ligi Kuu Bara, le championnat de première division en Tanzanie. Les quatorze meilleures équipes du pays sont regroupées au sein d’une poule unique où ils s’affrontent deux fois au cours de la saison, à domicile et à l’extérieur. En fin de saison, les trois derniers du classement sont relégués et remplacés par les trois meilleurs clubs de deuxième division.
C'est le club d'Azam FC qui est sacré cette saison après avoir terminé invaincu en tête du classement final, avec six points d’avance sur le tenant du titre, Young Africans FC et treize sur l’un des promus, Mbeya City FC. Il s’agit du tout premier titre de champion de Tanzanie de l’histoire du club.

## Qualifications continentales
Le champion de Tanzanie se qualifie pour la Ligue des champions de la CAF 2015 tandis que son dauphin obtient son billet pour la Coupe de la confédération 2015. Ces deux équipes disputent également la Coupe Kagame inter-club 2015. Quant au troisième, il participe à l'édition inaugurale de la Coupe CECAFA des vainqueurs de coupe, puisque la Coupe de Tanzanie n'est plus disputée depuis 2002.

## Les clubs participants
| - Azam FC - Young Africans FC - Mbeya City Council Football Club - Promu de D2 - Simba SC - Kagera Sugar FC - Ruvu Shooting FC - Mtibwa Sugar | - JKT Ruvu Stars - Coastal Union - Prisons SC - Mgambo JKT FC - Ashanti United FC - Promu de D2 - JKT Oljoro FC - Rhino Rangers FC - Promu de D2 |

## Compétition
Le barème utilisé pour établir le classement est le suivant :
- Victoire : 3 points
- Match nul : 1 point
- Défaite : 0 point

### Classement
| Rang | Équipe                            | Pts | J  | G  | N  | P  | Bp | Bc | Diff |
| ---- | --------------------------------- | --- | -- | -- | -- | -- | -- | -- | ---- |
| 1    | Azam FC                           | 62  | 26 | 18 | 8  | 0  | 51 | 15 | +36  |
| 2    | Young Africans FCT                | 56  | 26 | 16 | 8  | 2  | 61 | 19 | +42  |
| 3    | Mbeya City Council Football ClubP | 49  | 26 | 13 | 10 | 3  | 33 | 20 | +13  |
| 4    | Simba SC                          | 38  | 26 | 9  | 11 | 6  | 41 | 27 | +14  |
| 5    | Kagera Sugar FC                   | 38  | 26 | 9  | 11 | 6  | 23 | 20 | +3   |
| 6    | Ruvu Shooting FC                  | 38  | 26 | 10 | 8  | 8  | 28 | 32 | -4   |
| 7    | Mtibwa Sugar                      | 31  | 26 | 7  | 10 | 9  | 30 | 31 | -1   |
| 8    | JKT Ruvu Stars                    | 31  | 26 | 10 | 1  | 15 | 23 | 40 | -17  |
| 9    | Coastal Union                     | 29  | 26 | 6  | 11 | 9  | 16 | 20 | -4   |
| 10   | Prisons SC                        | 28  | 26 | 6  | 10 | 10 | 26 | 33 | -7   |
| 11   | Mgambo JKT FC                     | 26  | 26 | 6  | 8  | 12 | 18 | 35 | -17  |
| 12   | Ashanti United FCP                | 25  | 26 | 6  | 7  | 13 | 20 | 39 | -19  |
| 13   | JKT Oljoro FC                     | 19  | 26 | 3  | 10 | 13 | 19 | 37 | -18  |
| 14   | Rhino Rangers FCP                 | 16  | 26 | 3  | 7  | 16 | 18 | 39 | -21  |

|  | Qualification pour la Ligue des champions de la CAF 2015 et la Coupe Kagame inter-club 2015 |
|  | Qualification pour la Coupe de la confédération 2015 et la Coupe Kagame inter-club 2015     |
|  | Qualification pour la Coupe CECAFA des vainqueurs de coupe 2014                             |
|  | Relégation en deuxième division                                                             |
|  | T : Tenant du titre P : Promu de D2                                                         |

## Bilan de la saison
| Championnat de Tanzanie de football 2013-2014 |                                  |
| Champion                                      | Azam FC (1er titre)              |
| Qualifications continentales                  |                                  |
| Ligue des champions de la CAF 2015            | Azam FC                          |
| Coupe CECAFA des vainqueurs de coupe 2014     | Mbeya City Council Football Club |
| Coupe de la confédération 2015                | Young Africans FC                |
| Coupe Kagame inter-club 2015                  | Azam FC                          |
| Coupe Kagame inter-club 2015                  | Young Africans FC                |
| Promotions et relégations                     |                                  |
| Promus en Première division                   | Ndanda FC                        |
| Promus en Première division                   | Polisi Morogoro FC               |
| Promus en Première division                   | Stand United                     |
| Relégués en Deuxième division                 | Ashanti United FC                |
| Relégués en Deuxième division                 | JKT Oljoro FC                    |
| Relégués en Deuxième division                 | Rhino Rangers FC                 |